# Upeneus itoui
Upeneus itoui is een straalvinnige vissensoort uit de familie van de zeebarbelen (Mullidae). De wetenschappelijke naam van de soort is voor het eerst geldig gepubliceerd in 2011 door Yamashita, Golani & Motomura.